# Gerry Burnett
Pour les articles homonymes, voir Burnett.
Gérard "Gerry" Burnett, né le 3 octobre 1920à Racine et mort le 11 septembre 2015 à Matane, est un pilote et entrepreneur en aviation québécois, connu pour son rôle pionnier dans le développement de l'aviation régionale, notamment à travers la fondation de Matane Air Services en 1947. Burnett est également reconnu pour son parcours militaire, ayant servi pendant la Seconde Guerre mondiale dans l'Air Transport Auxiliary (ATA). En juin 2022, il est intronisé à titre posthume au Panthéon de l'air et de l'espace du Québec, soulignant son impact durable dans le secteur de l'aviation au Québec. En 2023, l'aéroport de Matane est renommé en son honneur.

## Biographie
Gérard "Gerry" Burnett naît en 1920 d'un père britannique et d'une mère française. Il étudie l'économie à l'Université de Londres, puis s'engage dans l'aviation au sein de l'escadron de l'air britannique lorsque la Seconde Guerre mondiale éclate. Il est rapidement recruté comme mécanicien par l'Air Transport Auxiliary (ATA), une organisation civile qui participe au transport d'avions militaires. Au cours de sa carrière à l'ATA, Gerry Burnett et son épouse convoyèrent ensemble plus de 1 000 appareils militaires de plus de 40 types d'avions différents.
Le 15 novembre 1944, Burnett reçoit un certificat de mention élogieuse pour son habileté exceptionnelle en situation d'urgence. Ce jour-là, après une défaillance hydraulique qui a rempli le cockpit de fluide hydraulique aux propriétés anesthésiantes, il parvient à poser son avion dans un petit champ.

### Retour au Canada et Matane Air Services
Après la guerre, en 1947, Gerry Burnett et son épouse, Elspeth Russell, également pilote, ont fondé Matane Air Services,. Cette compagnie aérienne basée à Matane a joué un rôle crucial dans le développement des liaisons aériennes dans l'Est du Québec, facilitant le transport des travailleurs vers les régions forestières de la Côte-Nord et offrant des services de taxi aérien et de formation en pilotage. À son apogée, elle desservait des destinations importantes comme le chantier du barrage de Manic-5 en 1961. Après 18 années de service sans incident majeur, Matane Air Services a été acquise par Québecair en 1965, mettant fin à ses opérations indépendantes.

### Héritage
En septembre 2020, Burnett a été intronisé à titre posthume au Panthéon de l'air et de l'espace du Québec, honorant ainsi sa contribution exceptionnelle au domaine de l'aviation dans la province.
En septembre 2023, l'aéroport de Matane a été renommé en l'honneur de Gérard Burnett et de sa première conjointe. Ce changement de nom symbolise la reconnaissance de leurs contributions conjointes à l'histoire de l'aviation locale,.